# Тунда, Николай Иванович
Николай Иванович Тунда (род. 25 октября 1924 год) — советский баскетбольный тренер.

## Биография
В 1946-56 годах играл в алма-атинском «Динамо».
Выпускник Казахского ГИФКа.
В 1950—1959 годах тренировал женскую команду алма-атинского «Динамо».
В 1969—1974 годах тренировал «Университет». Одной из его воспитанниц была олимпийская чемпионка Ирина Герлиц. Высшее достижение команды в эти годы — 6-е место в чемпионате СССР 1973 г.
С 1975 года до ухода на пенсию работал государственным тренером Спорткомитета Казахской ССР.
Консультант художественного фильма «Бросок, или Всё началось в субботу» (1976).